# Camera de Comerț și Industrie a Republicii Moldova
Camera de Comerț și Industrie a Republicii Moldova este o organizație nonguvernamentală, care reprezintă interesele mediului de afaceri din Moldova, atât în relațiile cu autoritățile publice, cât în sistemul relațiilor economice externe și cel al cercurilor de afaceri de peste hotare.
CCI este cea mai mare asociație de business din Moldova, care reunește peste 1100 membri,  întreprinderi mari, mici și mijlocii din toate ramurile economiei și este membră a Camerei de Comerț Internaționale (ICC) și Asociației Europene a Camerelor de Comerț (EUROCHAMBRES)
CCI are o istorie de peste 100 de ani, fiind cea mai reprezentativă organizație de business, promotor al dezvoltării și susținerii mediului de afaceri din Moldova.
Camera de Comerț și Industrie a Republicii Moldova:
-Reprezintă interesele mediului de afaceri atât în raport cu statul, cât și cu instituțiile internaționale;
-Facilitează parteneriatele strategice, orientate spre atragerea investițiilor;
-Promovează relațiile comerciale naționale și internaționale;
-Contribuie la aplicarea bunelor practici în dezvoltarea economică și socială a țării.
În prezent (anul 2017), Camera de Comerț și Industrie a Republicii Moldova (CCI a RM) este  condusă de președintele Harea Sergiu
CCI a RM oferă asistență și consultanță pentru dezvoltarea diferitelor genuri ale activității de întreprinzător.
Pe lângă structura de bază, aflată în Chișinău, CCI a RM are 10 subdiviziuni teritoriale-filiale: în Bălți, Cahul, Edineț, Găgăuzia, Hâncești, Orhei, Râbnița, Soroca, Tighina, Ungheni, care, la rândul lor, au mai multe reprezentanțe în regiunile deservite. Acest fapt le oferă antreprenorilor din localitățile rurale posibilitatea de a beneficia de serviciile Camerei, de a se informa operativ cu noutățile și activitățile CCI.
Fiind reprezentant oficial al mediului de afaceri, CCI participă la elaborarea actelor normative care abordează interesele întreprinzătorilor sau care sunt orientate spre înlăturarea barierelor și restricțiilor în funcționarea economiei de piață, ce nu sunt determinate de normele dreptului public. Specialiștii Camerei iau parte activă la ședințele săptămânale ale Grupului Național de Lucru (comisie cu caracter consultativ de pe lângă Guvernul RM), reprezentând interesele în ansamblu ale comunității de afaceri. Astfel, Camera de Comerț și Industrie contribuie la stabilirea relațiilor dintre subiecții activității de întreprinzător și la organizarea cooperării acestora cu organele de stat.
Una dintre funcțiile de bază ale CCI este organizarea învățământului profesional și sporirii calificării de întreprinzător. La Centrul de Formare Continuă al CCI sunt organizate seminare, cursuri și traininguri pentru antreprenorii, angajații, precum și toate persoanele ce doresc să-și sporească nivelul de calificare profesională. În calitate de experți, la aceste evenimente sunt invitați și traineri de peste hotare.
Printre alte servicii ale CCI a RM se numără și organizarea prezentărilor de companii, forumurilor de afaceri și misiunilor economice în țară și peste hotare, căutarea potențialilor parteneri de business. De acest compartiment se ocupă Direcția Relații Externe și Colaborare Internațională, Centrul de Marketing al CCI a RM.
Menționăm faptul, că CCI a RM își dezvoltă fructuos relațiile de colaborare cu instituțiile similare de peste hotare. CCI moldovenească are semnare acorduri bilaterale cu camere de comerț din Austria, Belarus, Bulgaria, Cehia, Germania, Italia, România, Rusia, Turcia, Ucraina, et: în total, cca 90 de acorduri de colaborare. La fel, CCI a RM este membră a mai multor asociații și organizații internaționale.
Direcția Expoziții și Târguri a CCI a RM le oferă antreprenorilor posibilitatea să-și promoveze produsele și serviciile în cadrul târgurilor și expozițiilor desfășurate în republică și peste hotare. Printre cele mai renumite expoziții organizate de CCI a RM se numără: Fabricat în Moldova, Consumexpo, Accentele Primăverii, etc.
De asemenea, CCI a Moldovei oferă servicii de evaluare, broker vamal, certificare, expertiză, eliberează carnele ATA.
Similar instituțiilor camerale de peste hotare, pe lângă CCI a RM activează Curtea de Arbitraj Comercial Internațional, care prestează servicii de mediere și arbitraj - metode alternative de soluționare a litigiilor comerciale.
CCI a RM este activă și în vederea colaborării și desfășurării proiectelor internaționale. În cadrul acestora, antreprenorii moldoveni sunt instruiți, informați, consultați și asistați financiar.
Toate activitățile și evenimentele care au loc la și cu implicarea CCI a RM sunt reflectate în publicația periodică electronică a Camerei, precum și de site-ul său web.